# Kirchbach
Kirchbach is een gemeente in de Oostenrijkse deelstaat Karinthië, gelegen in het district Hermagor HE. De gemeente heeft ongeveer 2900 inwoners.

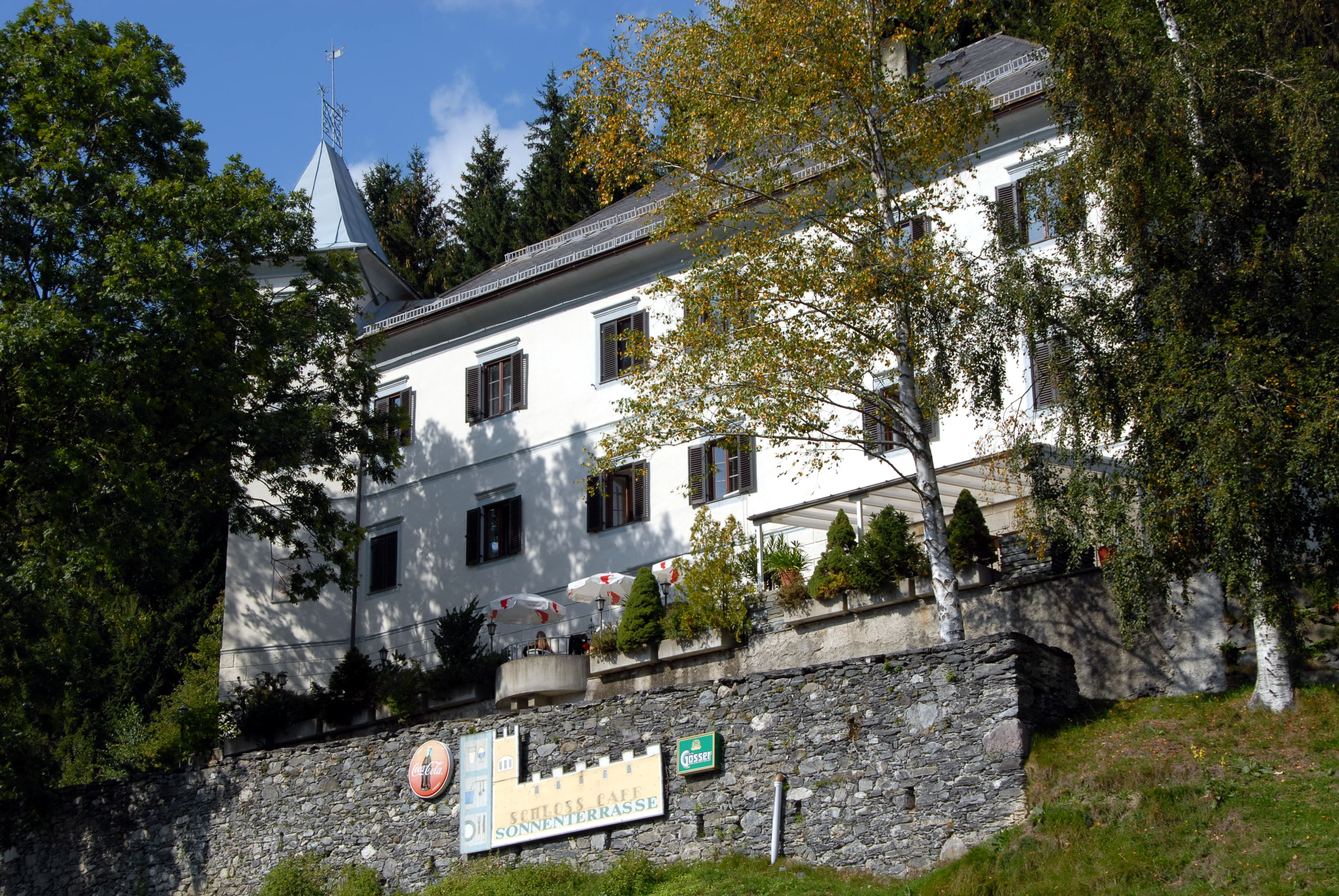
Slot Thurnhof
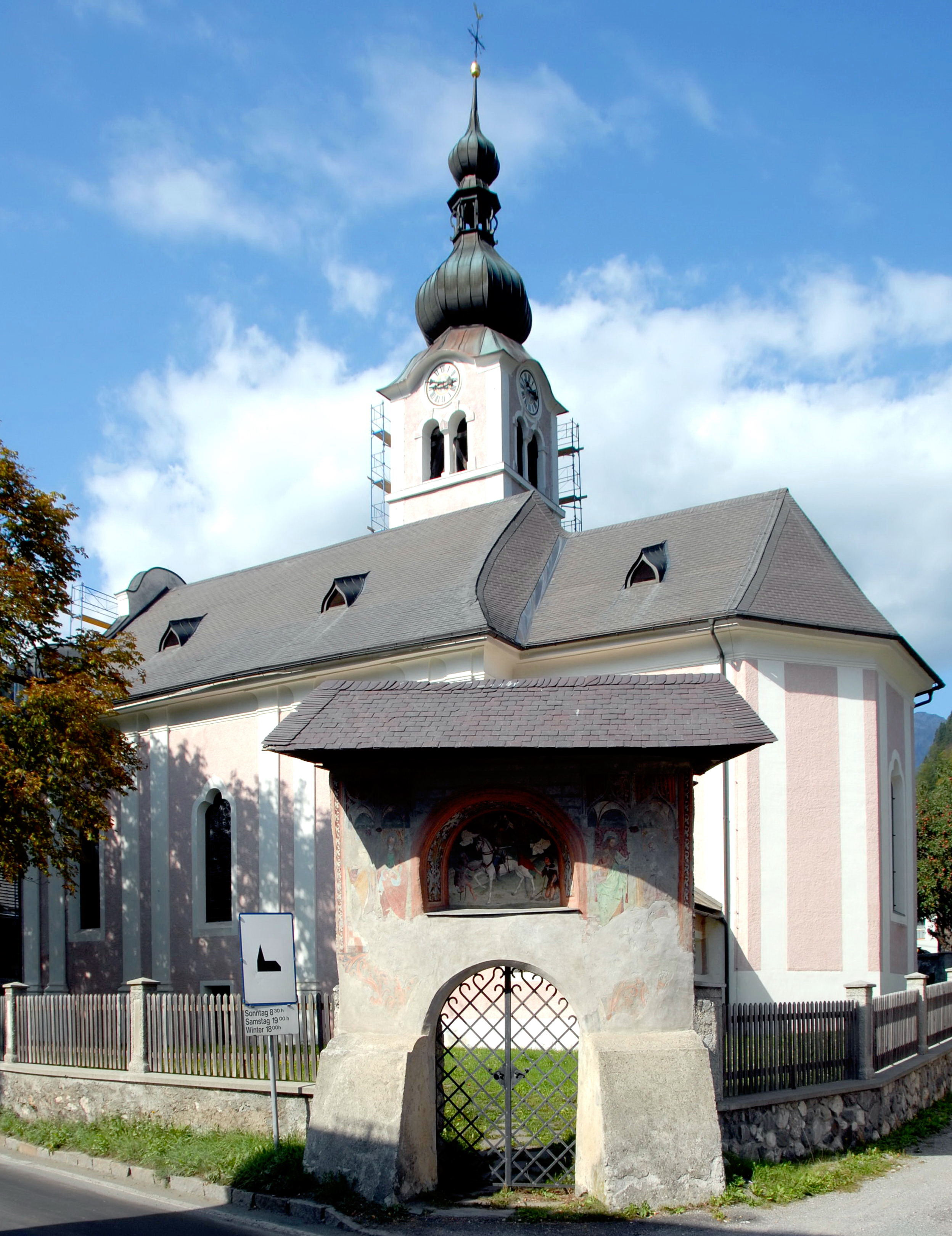
Parochiekerk van Kirchbach
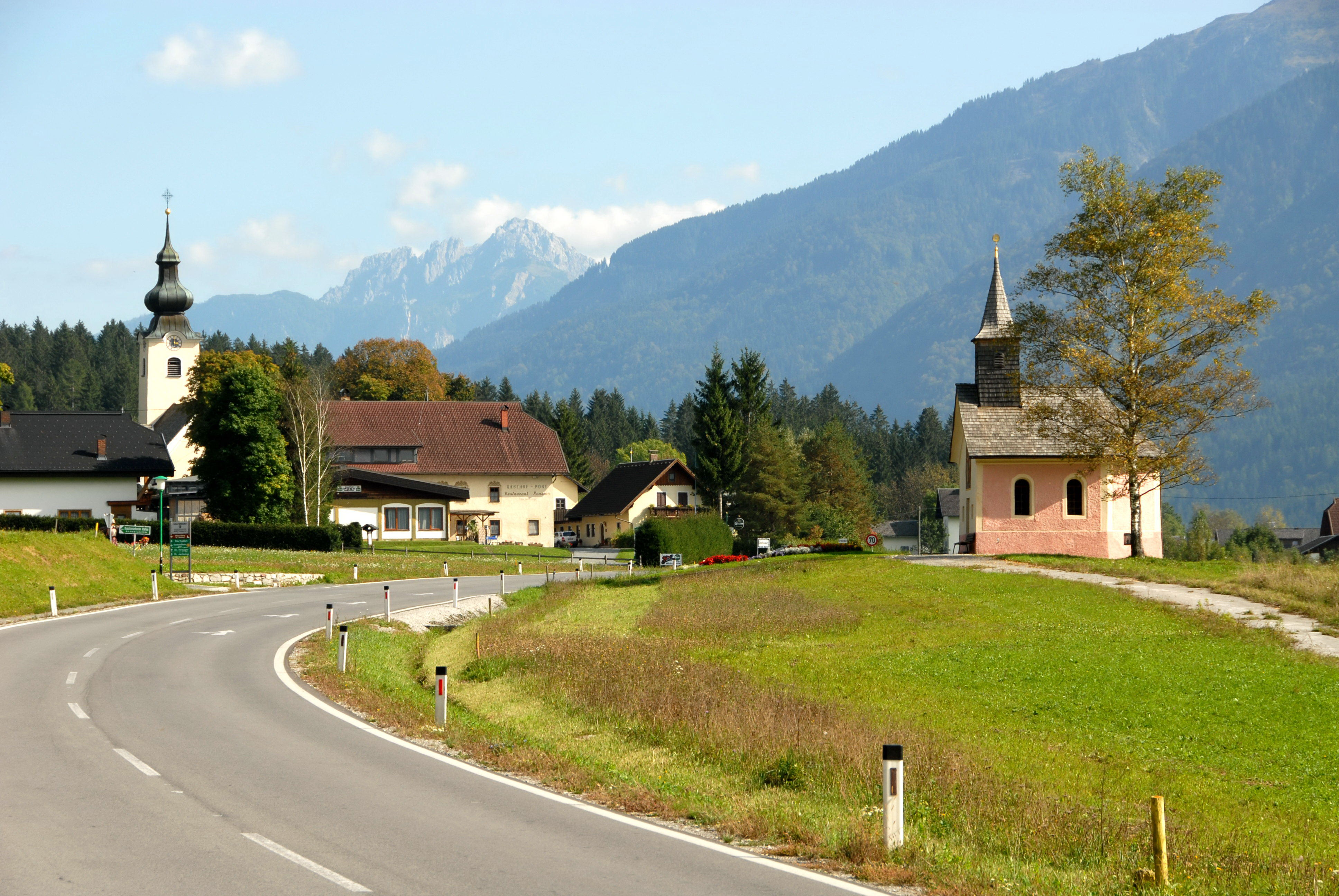
Grafendorf, gemeente Kirchbach

## Geografie
Kirchbach heeft een oppervlakte van 99,03 km². Het ligt in het uiterste zuiden van het land.
Hermagor-Pressegger See · Kirchbach · Kötschach-Mauthen · Dellach im Gailtal · Gitschtal · Lesachtal · Sankt Stefan im Gailtal
- Gemeinsame Normdatei: 4814242-6
- Virtual International Authority File: 236585448